# Wath-upon-Dearne
Wath upon Dearne es una localidad situada en el municipio metropolitano de Rotherham, en Yorkshire del Sur, Inglaterra (Reino Unido). Según el censo de 2021, tiene una población de 16 960 habitantes.